# Kenelm Digby
Pour les articles homonymes, voir Digby et Kenelm Digby (homonymie).
Kenelm Digby (11 juillet 1603 – 11 juin 1665) est un courtisan et diplomate anglais, philosophe, astrologue et écrivain. Il est connu comme un intellectuel catholique de premier plan et adepte de Thomas White mais également pour sa liaison amoureuse et son mariage avec Venetia Stanley qui s'est terminé de manière tragique.

## Biographie
Il est né à Gayhurst dans le Buckinghamshire. Il est le fils de Everard Digby. Son père, est exécuté pour sa participation à la "Conspiration des Poudres", l'attentat à l'explosif perpétré par des catholiques contre le roi anglais Jacques Ier en 1605.
Célèbre par son esprit et sa science, il jouit de la faveur de Charles Ier d'Angleterre et s'attache à ce prince pendant la guerre civile. Emprisonné par ordre du Parlement, il obtient sa liberté, vient en France et est chargé par Charles Ier de plusieurs missions. Il se lie d’amitié avec Descartes et l'engage à chercher un moyen de prolonger indéfiniment la vie. Il se rallie à Cromwell et reste sans emploi à la Restauration.

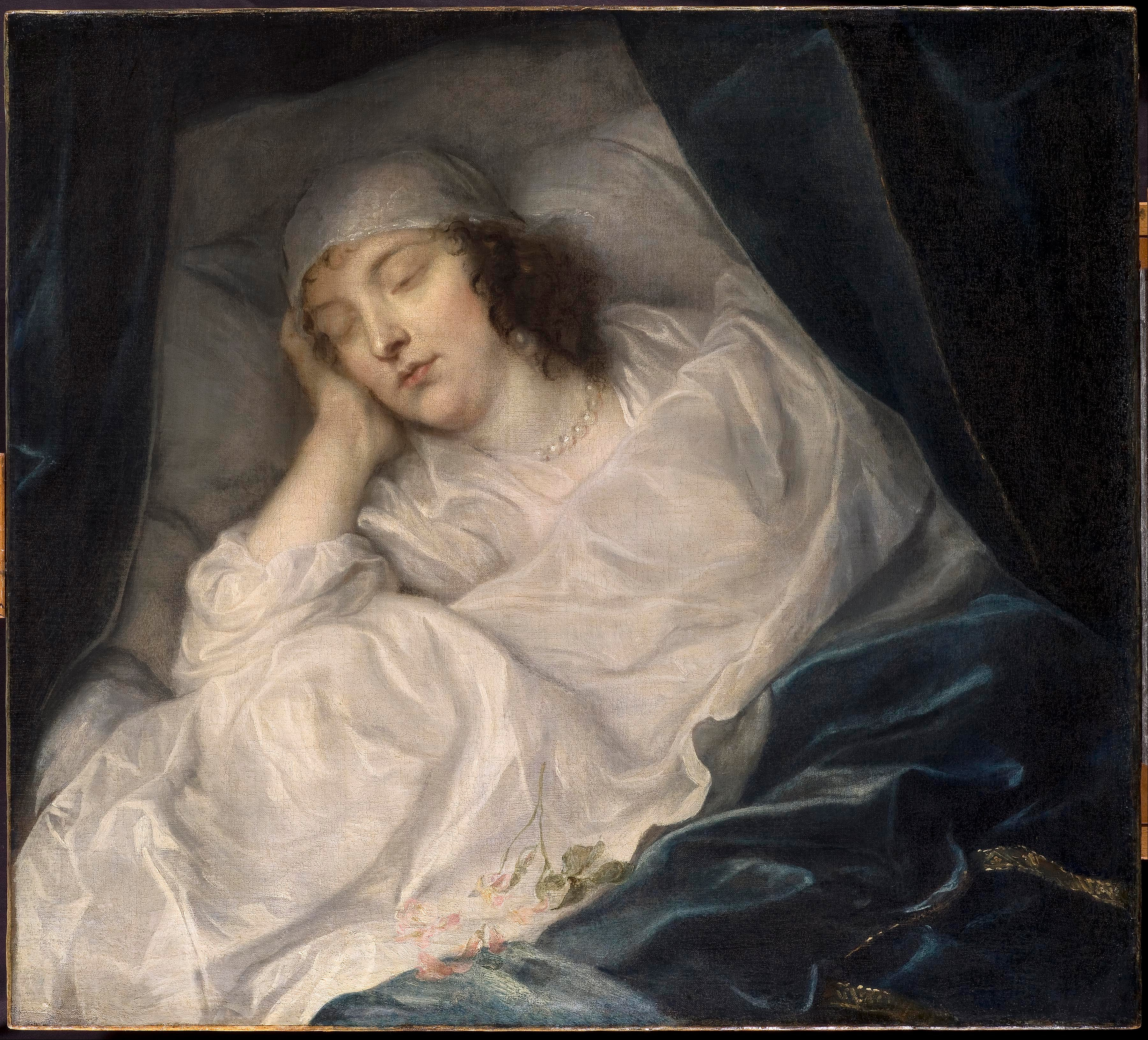
Lady Digby
sur son lit de mort, 1634
Dulwich Picture gallery.

En 1625, il épouse Venetia Stanley (née en 1600, son vrai prénom était probablement Gwyneth), une beauté célèbre de la société courtoise de l'époque. Sa femme meurt subitement en 1633 à l'âge de trente-deux ans. En raison de la nature soudaine et inattendue de sa mort, une autopsie est ordonnée par la cour royale anglaise, mais aucune cause de décès n'est trouvée. Digby invite son ami Anthony van Dyck à peindre un portrait d'elle sur son lit de mort. Le poète anglais Ben Jonson compose également un éloge funèbre (aujourd'hui perdu). La mort de sa femme est un grand bouleversement dans sa vie. Digby écrit des souvenirs de leur relation sous une forme littéraire adaptée (il la désigna sous le nom de Stelliana et lui-même sous celui de Theagenes, et il choisit également des pseudonymes pour d'autres personnes), qui sont publiés en 1827, expurgés des passages sexuellement suggestifs (publiés en annexe quelques années plus tard dans une autre édition). Digby la fait également immortaliser dans un monument funéraire dans lequel il sera lui-même enterré plus tard. Le monument est ensuite détruit dans l'incendie de Londres en 1666.

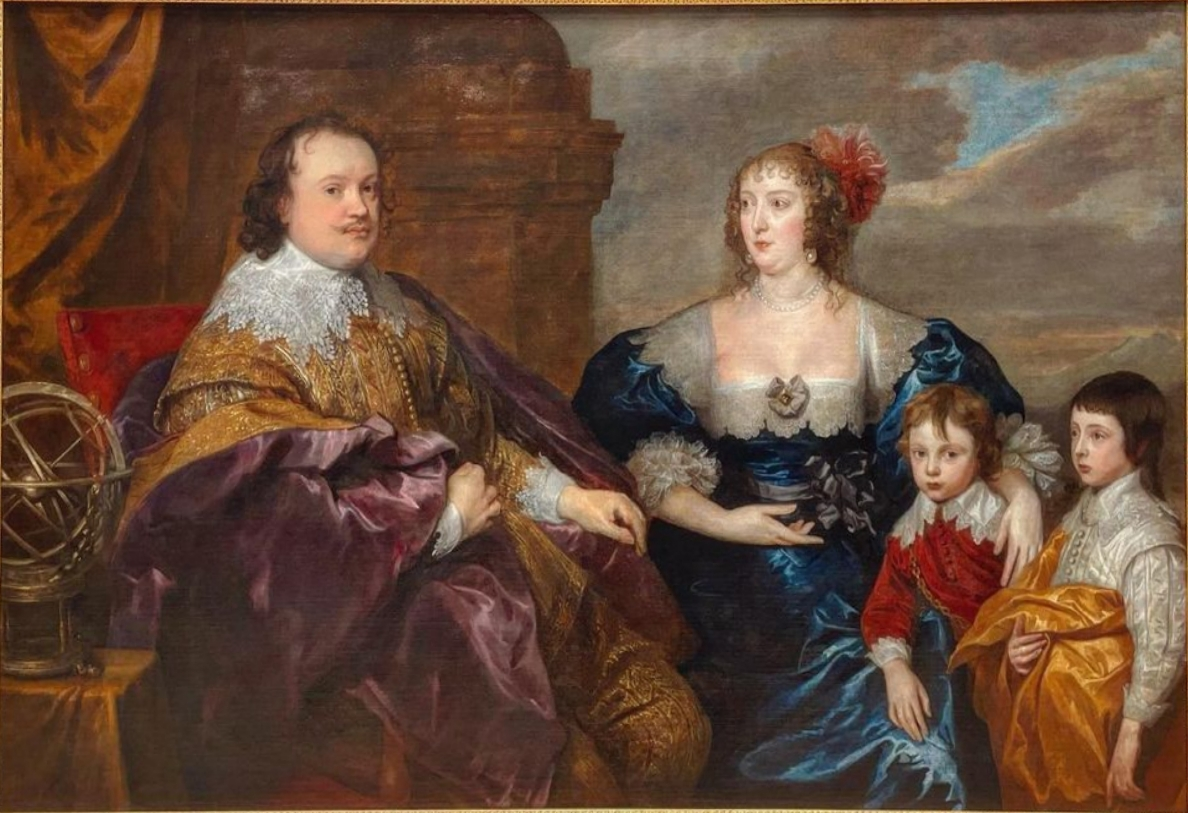
Portrait de famille de Sir Kenelm Digby et Lady Venetia Stanley avec leurs fils Kenelm et John par van Dyck.

Après la fin tragique de son père, il est élevé dans la religion anglicane, mais l'abandonne pour le catholicisme en 1635, et écrit en faveur de sa nouvelle foi.
Après avoir joué un rôle important lors des révolutions qui agitèrent l’Angleterre au milieu du XVIIe siècle, il se consacre exclusivement à la science, comme membre de la Royal Society.
Il est considéré comme l'inventeur de la bouteille de vin moderne, de couleur verte ou brune (protégeant le liquide de l'action altérante de la lumière) et à goulot renforcé d'une bague. Digby était en effet propriétaire d'une verrerie.
Il est mort à Londres en 1665.

## Philosophie
Il partage en physique les convictions de son temps et croit à l'alchimie. Expliquant tout par les causes occultes, la fermentation, les effluves, il pense guérir, avec la « Poudre de sympathie », préparation de vitriol pulvérisé et calciné censée agir, même à distance, sur les plaies et les blessures. Cette propriété d'action instantanée à distance a par ailleurs été envisagée pour résoudre le problème de la mesure de la longitude. Il écrit à Montpellier un Discours touchant la guérison des plaies par la poudre de sympathie (1658), très en vogue à la cour de Jacques Ier d'Angleterre, qui rappelle les curieuses expériences de Paracelse.

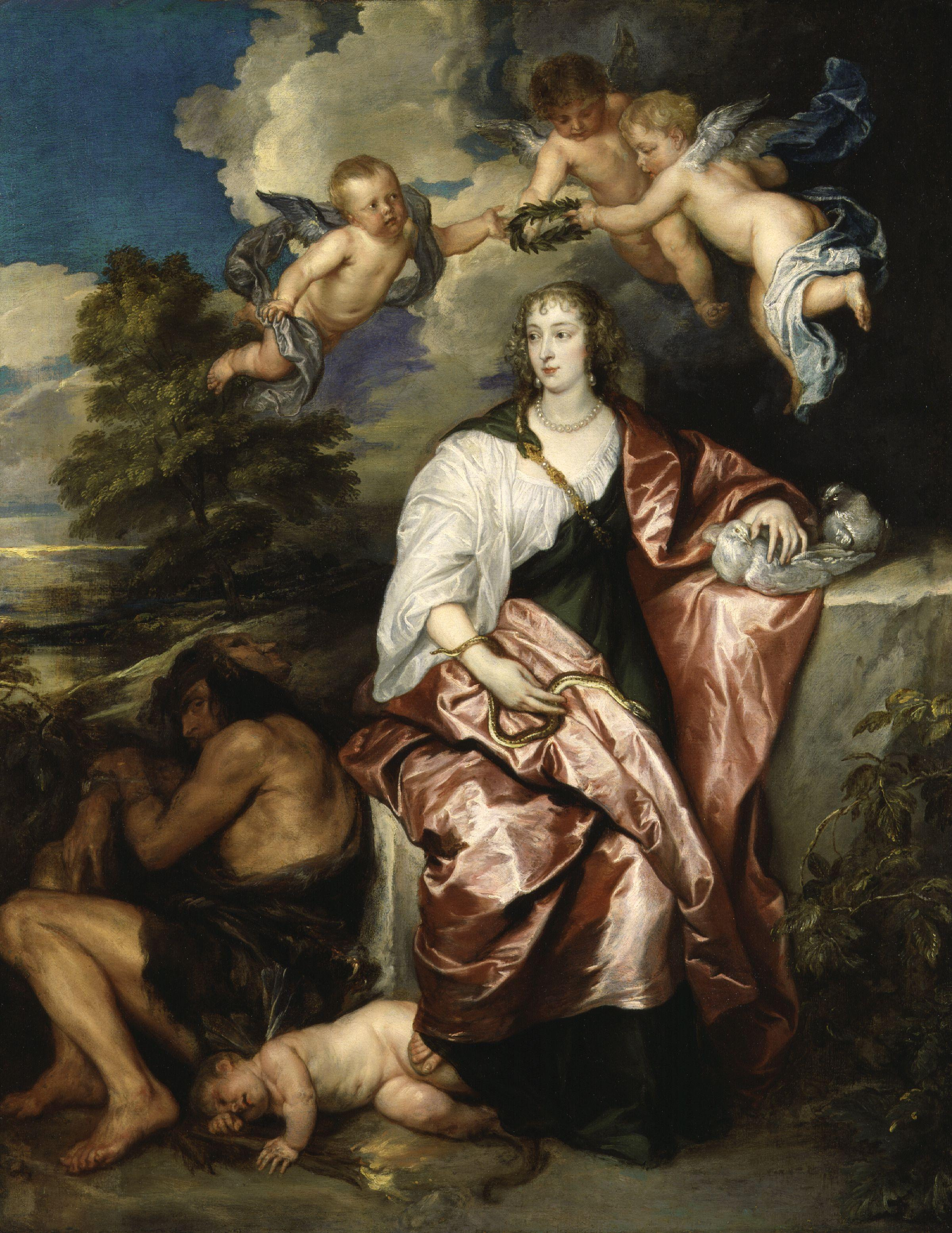
Lady Digby par van Dyck.

Selon l'historien de l'écologie Donald Worster, il est à l'origine de la notion d'« économie de nature », reprise par le botaniste Linné et qui a eu une importance considérable pour le développement de l'écologie végétale. Le mot économie est alors utilisé pour désigner à la fois la gestion des affaires domestiques et les desseins de Dieu.

## Œuvres
On a de lui :
- De la nature des corps, 1644 ;
- De la nature et des opérations de l'âme, 1644 ;
- Two Treatises: Of Bodies and of Man’s Soul, 1643 ;
- Letters between Lord George Digby and Sir Kenelm Digby Concerning Religion, 1651 ;
- A Discourse concerning Infallibility in Religion, 1652 ;
- Institutiones peripateticae ad mentem Kenelmi, Lyon 1646, London, 1647; Paris, 1655, publiées par son ami Thomas White (1593–1676) sous le pseudonyme de Thomas Anglus ;
- Demonstratio immortalitatis animae rationalis, Paris, 1651, deuxième édition, Paris 1655, avec une préface de Thomas Anglus.

Il a légué 238 manuscrits à la bibliothèque bodléienne.

## Portraits de Sir Digby et son épouse par Antoine van Dyck
1632-1633
- Portrait de famille de Sir Kenelm Digby et Lady Venetia Stanley avec leurs fils Kenelm et John, huile sur toile, 137,8 × 210,8 cm, Collection privée, Angleterre

1633
- Portrait de Venetia, Lady Digby, huile sur toile, 101 × 80 cm, National Portrait Gallery, Londres
- Sir Kenelm Digby, National Portrait Gallery, Londres

1634
- Venise, Lady Digby sur son lit de mort, huile sur toile, 74 × 82 cm, Dulwich Picture Gallery

### Œuvres
- Two Treatises, in the One of which, the Nature of Bodies, in the Other, the Nature of Mans Soule, is looked into : in Way of Discovery, of the Immortality of Reasobable Soules (Paris, 1644).
- A discourse concerning Infaillibility in Religion, Paris, 1652.
- Discours fait en une célèbre assemblée, par le chevalier Digby... touchant la guérison des plaies par la poudre de sympathie, Parius, 1658, rééd. Librairie spiritualiste 1895.
- Discours sur la végétation des plantes, fait par le Chevalier Digby, le 23 janvier 1660, en présence de Messieurs de l'Académie Royale d'Angleterre. Paris: Chez la veuve Moet, 1667. (A Discourse concerning the Vegetation of Plants, Londres, 1660).
- Theatrum Sympatheticum, In quo Sympathiae Actiones variae, singulares & admirandae tam Macro-quam Microcosmicae exhibentur... Opusculum luctu jucundum & utilissimum; Digbaei, Papinii, Helmontii... Editio altera, priori emendatior. Thomae Fantini, 1661.* Discours fait en une celebre Assemblée, par le chevalier Digby... touchant la Guerison des Playes par la Poudre de Sympathie.. Paris, Chez Augustin Courbé et Pierre Moet, 1658, Charles Osmont, Paris, 1681.  L’intérêt de son ouvrage réside non seulement dans ce qui concerne la Poudre de Sympathie elle-même, mais dans les exposés qu’il fait de certains phénomènes non expliqués, tel que le pouvoir de l’imagination des femmes enceintes, ainsi que d’un certain nombre de superstitions campagnardes.
- Remèdes souverains et expérimentés avec plusieurs autres secrets et parfums curieux pour la conservation de la beauté des dames, Paris, Cavelier, 1684.
- Nouveaux secrets expérimentés, tirés des mémoires de M. le chevalier Digby, avec son discouirs touchant la poudre de sympathie, 2 vol., La Haye, 1700. Contient au t. II le Discours fait en une célèbre assemblée... avec beaucoup de remèdes et rare [sic] secrets tirés des mémoires du chevalier Digby, avec aucuns secrets pour la conservation de la beauté des dames (Utrecht, 1681).
- Private Memoirs of Sir Kenelm Digby, Londres, Saunders and Ottey, 1827-1828.

### Études
- Robert Amadou, Un chapitre de la médecine magnétique. La poudre de sympathie, Nizet, 1956.
- R. T. Petersson, Sir Kenelm Digby, The Ornement of England, 1603-1665, Londres, Harvard University Press, 1956.

## Source partielle
- Marie-Nicolas Bouillet  et Alexis Chassang (dir.), « Kenelm Digby » dans Dictionnaire universel d’histoire et de géographie, 1878 (lire sur Wikisource)